# Churchite-(Y)
La churchite-(Y) è un minerale appartenente al gruppo del gesso.